# Форсайтия
Форса́йтия, часто (особенно в литературе по садоводству) неверно транслитерируется как Форзи́ция или Форси́ция, (лат. Forsythia) — род кустарников семейства Маслиновые.

## Название
Научное родовое название дано в честь шотландского ботаника Уильяма Форсайта (англ. William Forsyth), занимавшего должность главного садовника Кенсингтонского дворца и ставшего одним из основателей Королевского садоводческого общества (англ. Royal Horticultural Society).

## Биологическое описание
Листопадные кустарники высотой от 1 до 3 м, изредка до 6 м. Ширина кустов — до 2 м. Ветви полые или с балочной сердцевиной. Веточки более-менее четырёхгранные.
Кора серо-коричневая, грубая.
Листья супротивные, черешковые, простые, реже сложные (трёхдольные или тройчатые), без прилистников; овальные, с зубчатым краем или цельнокрайние, длиной от 2 до 15 см.
Цветки двуполые, по одному или по нескольку в листовых пазухах, на цветоножках, колокольчатые, ярко-жёлтые. Чашечка глубоко четырёхлопастная; венчик сростнолепестный, с четырьмя долями. Тычинки числом 2, почти не выступают за пределы трубки венчика. Гнёзда завязи со множеством семезачатков на семяножках. Столбик пестика тонкий, рыльце двулопастное. 
Как и у некоторых других растений семейства маслиновые (жасмин, маслина), нектар у форсайтии выделяется стенками завязи. Форсайтия — род с ярко выраженной гетеростилией: имеются формы с короткостолбчатыми цветками и с длинностолбчатыми; для получения семян необходимо переопыление различных форм. Отсутствием одной из форм объясняется слабое завязывание семян у растений этого рода, произрастающих в культуре.
Плод — гнёздоразрывная (вскрывающаяся по гнёздам) коробочка с множественными, несколькими крылатыми семенами.
Расцветает до появления листьев.

## Консортивные связи
Опыление происходит с помощью насекомых.
Форсайтия — пищевое растение для гусениц некоторых видов бабочек — например, для златогузки (лат. Euproctis chrysorrhoea) и Naenia typica.

## Распространение
Форсайтия европейская (Forsythia europaea) произрастает в Албании и на территории бывшей Югославии, все остальные виды — в Восточной Азии на территориях Китая, Японии, Кореи. Такая разорванность естественного ареала говорит о реликтовой древности этого рода.
Корейский вид Форсайтия яйцевидная (Forsythia ovata) интродуцирован на юге Приморского края, а широко культивируемая Форсайтия свисающая (Forsythia suspensa) натурализовалась в ряде регионов США и Европы, а также в Корее и Японии.

## Применение

### В садоводстве
Виды Форсайтия свисающая (Forsythia suspensa), Форсайтия зеленейшая (Forsythia viridissima) и их искусственный гибрид Форсайтия средняя (Forsythia × intermedia) завоевали популярность своим ранневесенним цветением: ярко-жёлтые цветки появляются на голых ветвях сразу после того, как сойдёт снег. 
В Европе растение очень популярно, его можно встретить во многих садах и парках. Как только цветение подходит к концу, появляется листва и начинают отрастать новые побеги, которые будут цвести в начале весны следующего года.
Растение нетребовательно к уходу, хорошо растёт как на солнце, так и в полутени. Основное требование к почве — её водопроницаемость. Сразу после завершения цветения кусты сильно обрезают, в противном случае форсайтия довольно быстро разрастается.
Размножают растения семенами или черенками, которые можно брать в течение почти всего сезона.
Форсайтии почти не поражаются болезнями и вредителями.
Некоторые виды форсайтии морозоустойчивы, поэтому её можно культивировать и в условиях средней полосы России, но при сильных морозах цветочные почки у растения вымерзают.

### Прочее применение
Форсайтия свисающая — одно из пятидесяти основных лекарственных растений традиционной китайской медицины. 
В Корее из форсайтии изготавливают смычки для народных струнных инструментов.

## В филателии
Форсайтия изображена на марках Албании 1961 года  (Sc #596) и 1987 года  (Sc #2246) , на марке Южной Кореи 1965 года  (Sc #458), на марке Швейцарии 1962 года  (Yt #701) из серии «Pro Juventute».

## В астрономии
В честь форсайтии назван астероид (1054) Форсайтия, открытый в 1925 году.

## Виды
По информации базы данных World Flora Online на конец 2014 года, род включает 12 видов:
- Forsythia europaea Degen & Bald. — Форсайтия европейская
- Forsythia giraldiana Lingelsh. — Форсайтия Жиральда
- Forsythia japonica Makino — Форсайтия японская
- Forsythia koreana (Rehder) Nakai — Форсайтия корейская
- Forsythia likiangensis Ching & K.M.Feng — Форсайтия лицзянская
- Forsythia × mandschurica Uyeki — Форсайтия манчжурская
- Forsythia mira M.C.Chang — Форсайтия удивительная
- Forsythia nakaii (Uyeki) T.B.Lee — Форсайтия Накаи
- Forsythia ovata Nakai — Форсайтия овальнолистная
- Forsythia suspensa (Thunb.) Vahl typus[6] — Форсайтия свисающая, или Форсайтия пониклая, или Форсайтия плачущая
- Forsythia togashii H.Hara — Форсайтия Тогаши
- Forsythia viridissima Lindl. — Форсайтия зелёнейшая